# HD 78004
c Velorum
Ne doit pas être confondu avec C Velorum (C majuscule).
Désignations
c Velorum (en abrégé c Vel), également désignée HD 78004, est une étoile de la constellation des Voiles.
c Velorum est une géante orange de type K avec une magnitude apparente de +3,75. Elle est à environ 309 années-lumière de la Terre.